# Ludwigsmedaille
De Ludwigsmedaille werd van 1872 - 1918 door de Beierse koningen verleend. Er waren meerdere Ludwigmedailles.
- De Gouden Ludwigsmedaille voor Wetenschap en Kunst 1872
- De Zilveren Ludwigsmedaille voor Wetenschap en Kunst 1914

- De Gouden Ludwigsmedaille voor Industrie 1872
- De Zilveren Ludwigsmedaille voor Industrie 1914

De ronde medailles werden in massief goud en zilver geslagen en vallen op door hun fraaie muntslag en bijzondere ophanging. De kunstzinnige koning Lodewijk II van Beieren koos ervoor om geen gewone ring en een gesoldeerd ringetje te gebruiken om de medaille met het lichtblauwe lint met twee witte middenstrepen en witte biezen te verbinden. In de middelste witte strepen waren blauwe Beierse ruiten of "wecken" geweven. In plaats daarvan is de medaille bevestigd aan een ornament in de vorm van een gestileerde lelie, een verwijzing naar de door de koning diep gevoelde verwantschap met de Franse koningen van vóór de Franse Revolutie.
Op de voorzijde is Ludwig II afgebeeld met het randschrift "LUDWIG II KŒNIG V. BAYERN". Op de keerzijde staat een zwevende engel met een palm en een veer in de handen. Het randschrift is "FÜR WISSENSCHAFT UND KUNST" of "DEM VERDIENSTE"bij de medailles voor de industrie.
De medailles waren een exclusieve onderscheiding, vergelijkbaar met de Nederlandse Eremedailles voor Kunst en Wetenschap en voor Voortvarendheid en Vernuft van de Huisorde van Oranje. De Beierse medailles waren niet aan een ridderorde verbonden. De medaille mocht volgens de statuten niet vaker dan zesmaal per jaar worden verleend.